# متلازمة مرض ما بعد النشوة
متلازمة اضطراب ما بعد هزة الجماع (النشوة) (بالإنجليزية: Postorgasmic illness syndrome)‏ هي متلازمة يصاب فيها الأشخاص بأعراض جسدية وإدراكية مزمنة بعد القذف مباشرة دون رد فعل تناسلي موضعي. تستمر الأعراض لمدة تصل إلى أسبوع. السبب والانتشار غير معروفين إذ يعد مرضًا نادرًا.

## العلامات والأعراض
الخصائص المميزة لمتلازمة اضطراب ما بعد النشوة هي:
1.  الظهور السريع للأعراض بعد القذف.
2.عدم وجود أي رد فعل تناسلي موضعي؛ ووجود رد فعل جهازي قوي.
3. أعراض متلازمة اضطراب ما بعد النشوة، والتي تسمى هجوم ما بعد النشوة.
يمكن أن تشمل مزيجًا مما يلي: الخلل الإدراكي، وآلام العضلات الشديدة في جميع أنحاء الجسم، والتعب الشديد، والضعف، وأعراض تشبه أعراض الأنفلونزا أو الحساسية، مثل العطس وحكة العين وتهيج الأنف. تشمل الأعراض الإضافية الصداع، والدوخة، والدوار، والجوع الشديد، والمشاكل الحسية والحركية، والانزعاج الشديد، والتهيج، والقلق، واضطرابات الجهاز الهضمي، والرغبة في الراحة، والتعرض لضغوط الجهاز العصبي (مثل نزلات البرد)، والمزاج المكتئب، وصعوبة التواصل والتذكر، والقراءة والاحتفاظ بالمعلومات، والتركيز، والتواصل الاجتماعي. قد يعاني الأفراد المصابون أيضًا من الدفء أو البرودة الشديدة. وجدت دراسة تقرير ذاتي مجهول عبر الإنترنت أن 80% من المستجيبين عانوا دائمًا من مجموعة الأعراض التي تتضمن التعب والتهيج وصعوبات التركيز.
تبدأ الأعراض عادة في غضون 30 دقيقة من القذف، ويمكن أن تستمر لعدة أيام، وأحيانًا تصل إلى أسبوع.
في بعض الرجال، يكون ظهور متلازمة اضطراب ما بعد النشوة في سن البلوغ، بينما في البعض الآخر، يكون ظهوره في وقت لاحق في الحياة. تسمى متلازمة اضطراب ما بعد النشوة التي تظهر من القذف الأول في مرحلة المراهقة بالنوع الأساسي؛ تسمى متلازمة اضطراب ما بعد النشوة التي تبدأ لاحقًا في الحياة بالنوع الثانوي.
يذكر العديد من مرضى متلازمة اضطراب ما بعد النشوة معاناتهم من سرعة القذف مدى الحياة، مع وقت استجابة القذف داخل المهبل (IELT) أقل من دقيقة واحدة.
المجموعات السبع لأعراض النوع 1:
1.    أعراض عامة: التعب الشديد، والإرهاق، والخفقان، ومشاكل في العثور على الكلمات، والكلام غير المترابط، وعسر التلفظ، وصعوبات التركيز، وسرعة الغضب، وعدم تحمل الضوضاء، والخوف من الضوء، والمزاج المكتئب
2.    الأعراض التي تشبه الأنفلونزا: الحمى، والتعرق، والرجفة، والشعور بالغثيان، والشعور بالبرد
3.    الأعراض التي تصيب الرأس: صداع، والشعور بضبابية في الرأس، والشعور بثقل في الرأس
4.    الأعراض التي تصيب العيون: الحرقة، واحمرار العين المحقونة، وتشوش الرؤية، والدموع، والحكة في العينين، والألم في العين
5.    الأعراض التي تصيب الأنف: احتقان الأنف، وسيلان الدموع، والعطس
6.    الأعراض التي تصيب الحلق: طعم قذر في الفم، وجفاف الفم، والتهاب الحلق، والسعال، والدغدغة، والصوت الأجش
7.    الأعراض التي تصيب العضلات: توتر العضلات خلف الرقبة، ضعف العضلات، آلام العضلات، ثقل الساقين، تصلب العضلات

## الأعراض
عادة ما تظهر الأعراض خلال نصف ساعة من النشوة واحيانا بعد بضعة أيام، الشخص يواجه الأعراض النفسية والأعراض الجسدية، أو كليهما. وتشمل الأعراض النفسية الشائعة: الخلل المعرفي، وعدم الراحة، والتهيج، والقلق، والاكتئاب، وصعوبة في التواصل وتذكر الكلمات، والقراءة، والاحتفاظ بالمعلومات، أما الأعراض الجسدية تشمل: التعب الشديد، وأعراض تشبه الانفلونزا ، مثل العطس، حكة في العيون، وتهيج الأنف، وآلام في العضلات أيضا قد يشعر الأفراد المتضررين بالحر أو البرد الشديدين.

## قائمة النظريات الأكثر مناقشة
- رد فعل لحساسية من الحيوانات المنوية أو السائل المنوي.
- الانخفاض المفاجئ للدوبامين.
- حساسية من الجلوتين.
- سوء التغذية أو نقص أحد الفيتامينات.
- التسمم من النحاس والزئبق والرصاص والطحين أو مادة أخرى.
- الإصابة بفيروس أو بكتيريا أو عدوى طفيلية.
- تسرب مستمر من الحيوانات المنوية مما يسبب الإرهاق.
- عند القذف، وتسرب السائل المنوي في مجرى الدم مما يسبب تضيق الأوعية ونقص الأكسدة.
- فرط نشاط الغدة الدرقية.
- خلل في الغدد الكظرية.
- نقص هرمون البروجسترون.
- الاكتئاب.
- مرض الزهايمر.
- مرض السكري.